# کلود میشل

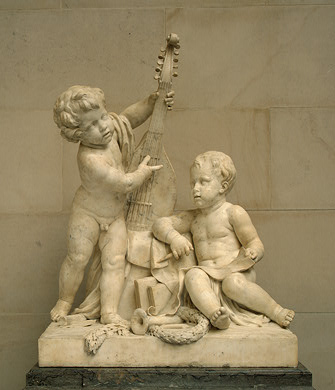
شعر و موسیقی، مجسمه‌های سنگ مرمر اثر کلود میشل، ۱۷۷۴–۱۷۷۸، گالری ملی هنر، واشینگتن .D.C.

کلود میشل (انگلیسی: Claude Michel؛ ۲۰ دسامبر ۱۷۳۸ – ۲۹ مارس ۱۸۱۴) معروف به کلودیون (Clodion)، یک مجسمه‌ساز اهل فرانسه در سبک روکوکو بود. وی در بیشتر آثار خود از خاک رس قرمز مایل به قهوه‌ای (terracotta) استفاده می‌کرد.